# Brodziec (dopływ Mołstowy)
Brodziec – struga w północno-zachodniej Polsce, w woj. zachodniopomorskim, w powiecie gryfickim, na Równinie Gryfickiej; lewobrzeżny dopływ rzeki Mołstowy.
Brodziec bierze swoje źródła na północny zachód od wsi Pniewo a na zachód od przysiółka Lusowo, w gminie Płoty. Płynie na północny zachód wzdłuż granicy gminy Płoty i gminy Brojce. Od lewego brzegu łączy się z nim struga Lusówka. Dalej na obszarze między wsiami Stołąż a Kiełpino do Brodźca od lewego brzegu wpada Rów Natolewicki. Następnie płynie po gminie Brojce w kierunku północno-zachodnim do wsi Brojce, gdzie przepływa pod mostem drogi wojewódzkiej nr 105 i dalej na północ wpada do rzeki Mołstowy od jej lewego brzegu.
Nazwę Brodziec wprowadzono w 1948 roku, zastępując poprzednią niemiecką nazwę Papen Bach.